# Dalea versicolor
Dalea versicolor är en ärtväxtart som beskrevs av Joseph Gerhard Zuccarini. Dalea versicolor ingår i släktet Dalea, och familjen ärtväxter.

## Underarter
Arten delas in i följande underarter:
- D. v. argyrostachya
- D. v. versicolor
- D. v. sessilis